# أدريان فيليب
أدريان فيليب (بالفرنسية: Adrien Philippe) هو شخصية أعمال وساعاتي فرنسي، ولد في 16 أبريل 1815 في La Bazoche-Gouet ‏ في فرنسا، وتوفي في 5 يناير 1894.